# Stress-Magnetresonanztomographie
Die Stress-Magnetresonanztomographie, auch Stress-MRT genannt, ist eine Untersuchung des Herzens mittels Magnetresonanztomographie (MRT) unter Belastung. Ziel ist die Identifikation von Durchblutungsstörungen im Herzmuskel, die auf eine hochgradige Einengung von Koronargefäßen deuten. Sie kann in bestimmten Fällen bei Patienten, bei denen ein dringender Verdacht auf eine koronare Herzkrankheit besteht, trotz unauffälligen Belastungs-EKGs oder bei solchen, die sich keiner derartigen Untersuchung unterziehen können, als Ergänzung oder gemeinsam mit Stressechokardiographie und Myokardszintigrafie eingesetzt werden.

## Einteilung
Man unterscheidet zwei Arten von Stress-MRT, die Perfusions-Stress-MRT und die Dobutamin-Stress-MRT.

### Perfusions-Stress-MRT
Hierzu zählt zum Beispiel die Adenosin-Stress-MRT. Sie erlaubt die Darstellung der Durchblutung des Herzmuskels unter pharmakologischer Belastung. Die Belastung wird durch die Gabe eines vasodilatativen Pharmakons simuliert, z. B. durch Gabe von Adenosin oder Dipyridamol. Auf zeitlich dynamischen Schnittbildern des Herzens wird die Kontrastmittel-Erstpassage aufgezeichnet (Perfusions-MRT). Ein verzögerter Anstieg der Helligkeit in einem Muskelsegment deutet auf eine Minderdurchblutung hin. In Kombination mit der MR-Vitalitätsdiagnostik kann zwischen einer infarktbedingten und beispielsweise stenosebedingten Durchblutungsstörung unterschieden werden.

### Dobutamin-Stress-MRT
Die Dobutamin-Stress-MRT erlaubt die Darstellung der Funktion des Herzmuskels unter pharmakologischer Belastung. Die Belastung wird durch ein die Herztätigkeit steigerndes Pharmakon –  meist Dobutamin – simuliert (positiv chrono- und inotrop). Der Herzmuskel wird auf die Auslösbarkeit und Ausprägung von Wandbewegungsstörungen hin untersucht, die sehr häufig hinweisend auf hochgradige Koronarstenosen sind.